# 大藤村 (愛知県)
大藤村（おおふじむら）は、愛知県海西郡にかつてあった村である。
現在の弥富市の一部に該当する。
村域の一部は、三重県から編入されている。

## 歴史
- 1878年（明治11年） -
  - 島名新田が分割され、鎌島新田と松名新田に編入される。
  - 森津新田と与蔵山午新田が合併し、森津村となる。
- 1880年（明治13年）5月7日 - 三重県桑名郡の一部[1]が愛知県海西郡に編入される。
- 1889年（明治22年）10月7日 - 森津村、稲元新田、稲荷新田、芝井新田、鎌島新田、松名新田、寛延新田、間崎新田、川原欠新田が合併し、大藤村発足。
- 1906年（明治39年）7月1日 - 両国村、弥富町の一部（中山新田）が合併し、鍋田村となる。同日大藤村は廃止。